# Vale of Pickering

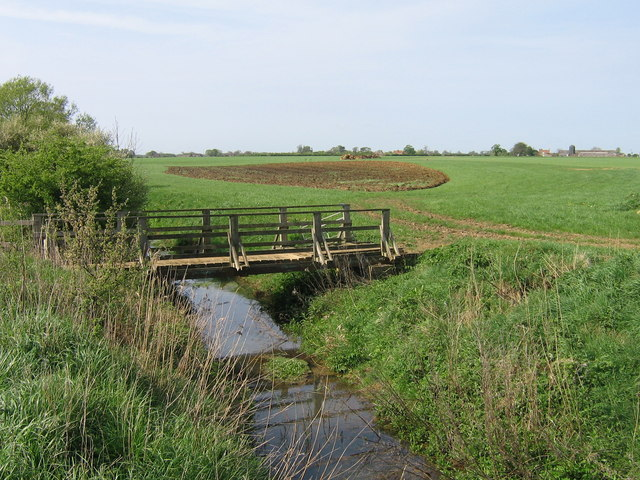
Fußgängerbrücke über den Welldale Beck, ein Bach im Vale of Pickering, der in den North York Moors entspringt

Das Vale of Pickering ist ein Tal in North Yorkshire, England. Es liegt in Ost-West-Richtung zwischen den North York Moors und den Yorkshire Wolds. Das Tal grenzt im Osten an die Nordsee, es nimmt die Fläche des ehemaligen glazialen Sees Lake Pickering ein, im Westen begrenzen die Howardian Hills das Tal.
Lake Pickerung war ein glazialer See, dessen Abfluss zur Nordsee durch die Eismassen der Weichsel-Eiszeit blockiert war. Letztlich floss er nach Südwesten ab, dort wo heute die Kirkham Gorge liegt. Durch das langsame Austrocknen des Lake Pickering entwickelte sich im Vale eine frühmesolitische Siedlungskammer in einer Landschaft aus Sümpfen, Mooren, Sedimenten, Flussmarschen, Gräben und Flüssen. Seit den ersten historisch dokumentierten Landgewinnungsbemühungen durch die Rievaulx Abbey im 12. Jahrhundert, wurde das Land trockengelegt. Heutzutage wird das Land umfassend entwässert, Gräben durchziehen die Landschaft, auf die einstigen Sumpf- und Moorgebiete weisen vor allem Ortsnamen hin.
Heute fließen der River Rye und der River Derwent durch das Tal in die Ouse und sorgten in der Geschichte für zahlreiche Überschwemmungen. Der Rye fließt im Vale in den Derwent. Aufgrund der eiszeitlichen Begebenheiten fließt der Derwent im Tal im Wesentlichen von der Nordsee weg, bis er es nach Süden verlässt, um in die Ouse zu fließen. Die Siedlungen und Verkehrswege konzentrieren sich an den Talrändern auf höher gelegenem Gebiet. An der Nordseite des Tals folgte heute die A170 von Helmsley nach Scarborough der Siedlungsgrenze. An den Hängen der Kalksteinberge im Norden stand stets Süßwasser zur Verfügung.
Dieses weiche Wasser stammt vor allem aus den North York Moors. Während im westlichen Landesinnern Felder und Hecken das Landschaftsbild dominieren, überwiegt im östlichen Teil eine typische Marschlandschaft: Deiche, Entwässerungsgräben und Schilfgürtel bestimmen das Landschaftsbild.